# Cuero
Cuero é uma cidade localizada no estado norte-americano do Texas, no Condado de DeWitt.

## Demografia
Segundo o censo norte-americano de 2000, a sua população era de 6571 habitantes.
Em 2006, foi estimada uma população de 6632, um aumento de 61 (0.9%).

## Geografia
De acordo com o United States Census Bureau tem uma área de
12,8 km², dos quais 12,8 km² cobertos por terra e 0,0 km² cobertos por água. Cuero localiza-se a aproximadamente 59 m acima do nível do mar.

## Localidades na vizinhança
O diagrama seguinte representa as localidades num raio de 40 km ao redor de Cuero.